# Aadorp
Aadorp est un village situé dans la commune néerlandaise d'Almelo, dans la province d'Overijssel.
Le village est récent : il n'a été fondé qu'au début du XXe siècle.[réf. nécessaire]